# Кіль (авіація)

Кіль з рулем напрямку, горизонтальні стабілізатори з рулями висоти.

Анімація типових основних органів управління літаком. Руль напрямку позначений жовтим, рулі висоти й елерони — зеленим.

Кіль — вертикальна площина хвостової частини літака (дирижабля) з прикріпленими до неї поворотними рулями. Кіль призначений для забезпечення стійкості за кутом ковзання літального апарата.
Під кілем може розміщатися фальшкіль — невелика (відносно самого кіля) стабілізувальна поверхня.